# Cima Ekar
La Cima Ekar è una montagna delle Alpi alta 1366 m. Si trova a sud-est della città di Asiago, sull'Altopiano dei Sette Comuni.
È tappa dell'alta via Tilman e sede del più grande telescopio presente in Italia.

## Prima guerra mondiale
La montagna è stata interessata da importanti eventi bellici nel corso della prima guerra mondiale: essa si trova poco più a sud rispetto al col del Rosso, al col d'Ecchele e al monte Valbella, che furono teatro di sanguinosi scontri durante le battaglie dei Tre Monti.

## Osservatori astronomici

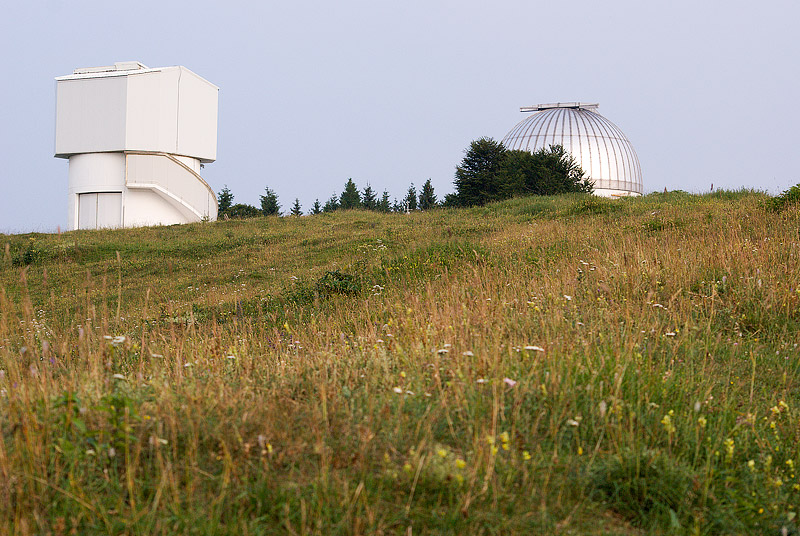
Le due cupole della stazione osservativa di Cima Ekar

Sulla cima sorgono le due cupole della stazione osservativa di Asiago Cima Ekar, osservatorio astronomico di proprietà dell'INAF e gestito dall'Osservatorio di Padova che ospita la strumentazione principale dell'osservatorio astronomico di Padova. Attualmente è ancora il più grande telescopio presente su suolo italiano.